# Hong Kong Chiu Chow Chamber of Commerce Limited
Hong Kong Chiu Chow Chamber of Commerce Limited is een Kamer van Koophandel en geboortestreekvereniging in Hongkong voor ondernemers die hun jiaxiang in Chaozhou/Chaoshan hebben. Deze vereniging bestaat sinds 1921 en had in 2011 meer dan tweeduizend leden, waaronder ongeveer vijfhonderd bedrijven. Het verenigingsgebouw staat aan de Des Voeux Road West in Hongkong.
Doel van de vereniging is onder meer het verbeteren van de maatschappelijke en culturele status van de chaozhounezen in Hongkong. Om dit te bewerkstelligen heeft ze in het verleden een basisschool en een middelbare school opgericht. Ook exploiteert ze bejaardentehuizen. De vereniging ondersteunde ook de bouw van scholen in Volksrepubliek China. Publicaties verschijnen in het nieuwsblad 香港潮州商會會訊.
Een van de voorzitters was ondernemer en miljardair Li Ka-Shing.